# Alegações ufológicas de David Grusch

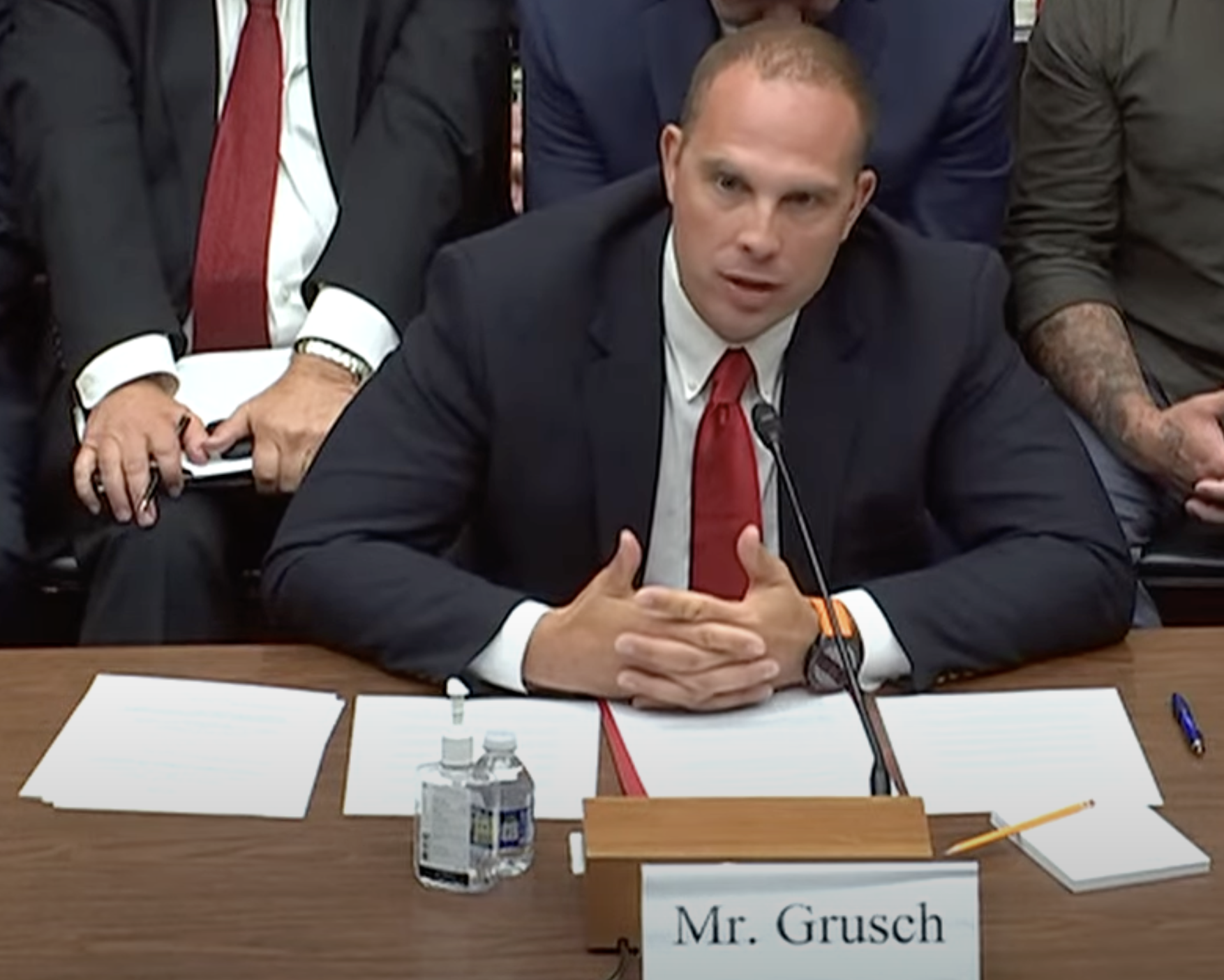
David Grusch em 26 de julho de 2023 durante seu testemunho à Câmara dos Representantes dos Estados Unidos.

Em junho de 2023, o oficial da Força Aérea dos Estados Unidos (USAF) e ex-oficial de inteligência David Grusch afirmou publicamente que oficiais lhe confidenciaram que o governo federal dos EUA mantém um programa de recuperação de OVNIs altamente secreto e que o mesmo possui espaçonaves "não humanas" e seus "pilotos mortos". Grusch não revelou o nome de tais oficiais.
Antes, em 2022, Grusch apresentou uma queixa como delator ao Inspetor Geral da Comunidade de Inteligência (ICIG) dos Estados Unidos para apoiá-lo em seu plano de compartilhar informações classificadas com o Comitê de Inteligência do Senado dos EUA. Ele também apresentou uma queixa alegando retaliação de seus superiores sobre uma queixa semelhante que registrou em 2021.
Grusch afirma que os indivíduos com quem ele conversou compartilhavam a preocupação de que cidadãos estadunidenses foram mortos como parte dos esforços do governo para encobrir essas informações. Em resposta às suas reivindicações de junho de 2023, tanto a NASA quanto o Departamento de Defesa dos EUA emitiram declarações dizendo, respectivamente, que nenhuma evidência de vida extraterrestre foi encontrada até o presente momento e que não há informações verificáveis sobre a posse e engenharia reversa de quaisquer materiais ou aeronoves extraterrestres.
Durante uma audiência no Congresso dos Estados Unidos em 26 de julho de 2023, para o Comitê de Supervisão e Responsabilidade da Câmara, Grusch reafirmou suas reivindicações sob juramento, juntamente dos pilotos de caça Ryan Graves e David Fravor, que trouxeram relatos sobre encontros com  OVNIs por pilotos de caça da Força Aérea dos Estados Unidos. Em seu testemunho, Grusch afirmou que não poderia elaborar publicamente alguns aspectos de suas alegações, mas se ofereceu para dar mais detalhes aos representantes em uma reunião fechada, por envolverem informações classificadas.

## Biografia
Nascido em Pittsburgh, Pensilvânia, Grusch foi um oficial de combate condecorado da USAF durante a Guerra no Afeganistão e é um veterano da Agência Nacional de Inteligência Geoespacial (NGA) e do Escritório Nacional de Reconhecimento (NRO). De 2019 a 2021, ele foi o representante do NRO para a força-tarefa do Escritório de Resolução de Anomalias de Todos os Domínios (AARO). Do final de 2021 a julho de 2022, além de atuar na força-tarefa, também foi o colíder de análise de fenômenos anômalos não identificados (FANI) no NGA. Ele ajudou na elaboração da Lei de Orçamento de Defesa Nacional de 2023, que trouxe disposições para comunicação sobre avistamentos de OVNIs, proteções para denunciantes e quebra de certos acordos de não-divulgação.

## Alegações públicas de Grusch

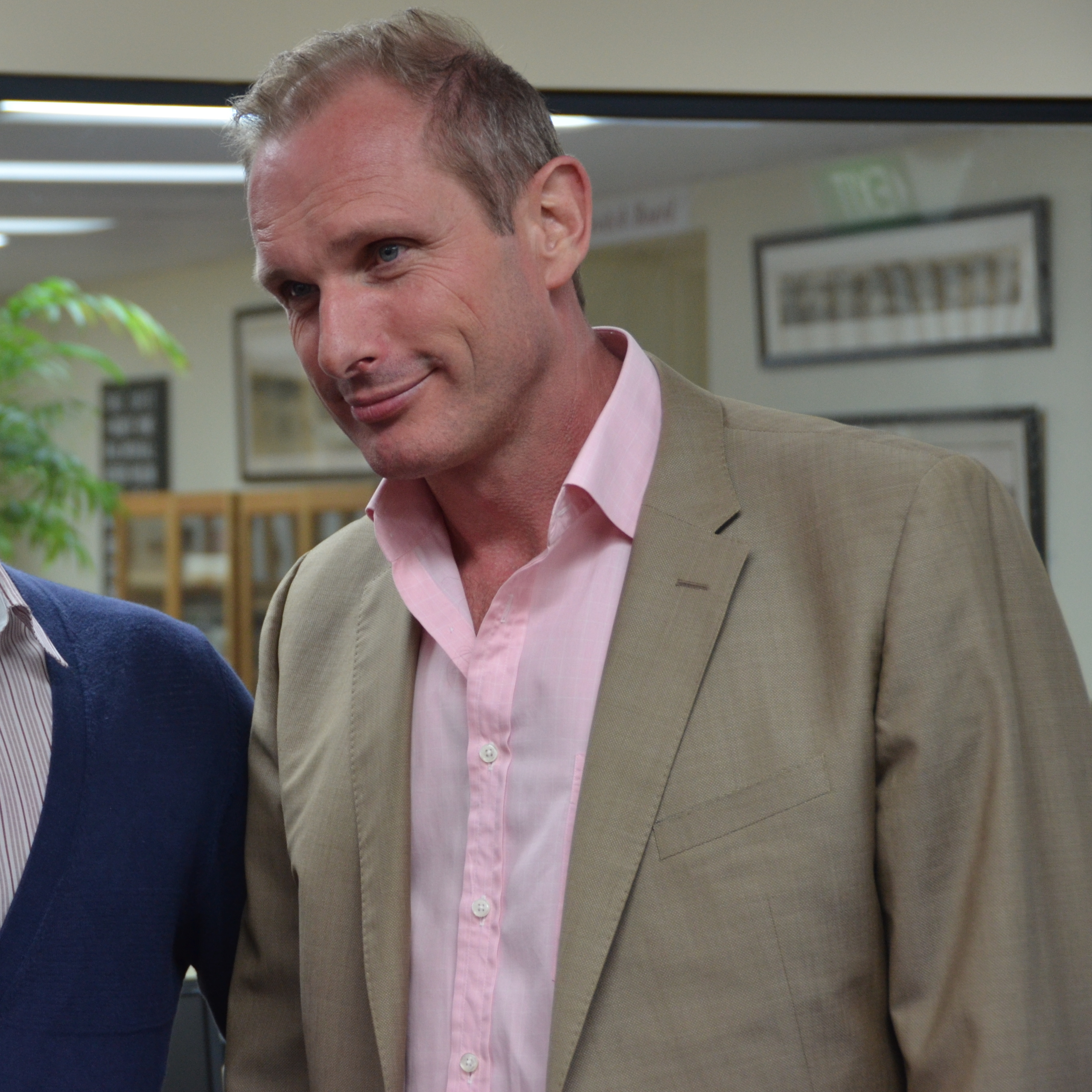
O jornalista investigativo e autor australiano Ross Coulthart conduziu a entrevista com Grusch divulgada pelo canal de televisão NewsNation, em junho de 2023.

Em 5 de junho de 2023, os jornalistas independentes Leslie Kean e Ralph Blumenthal escreveram uma matéria detalhando as alegações de Grusch (que, até então, eram privadas à membros do Congresso) para o The Debrief, um site que se descreve como "autofinanciado" e especializado em "ciência de fronteira". Os jornais The New York Times, Politico e The Washington Post, anteriormente contactados pelos jornalistas, se recusaram a publicar uma matéria sobre o assunto. De acordo com Kean, ela obteve informações sobre as alegações de Grusch ao entrevistar Karl Nell, um coronel aposentado do Exército, que também estava na força-tarefa OVNI, e "Jonathan Grey" (pseudônimo) que seria "um atual oficial da inteligência dos EUA no National Air and Space Intelligence Center (NASIC)". Kean escreveu que Nell tachou Grusch como "acima de qualquer suspeita" e que Nell e "Grey" confirmaram as alegações de Grusch sobre um programa secreto de recuperação de OVNIs e de engenharia reversa dos mesmos. Em 5 de junho, trechos de uma entrevista de Grusch por Ross Coulthart foram ao ar no canal de TV NewsNation, com trechos adicionais vindo ao ar em 11 de junho.

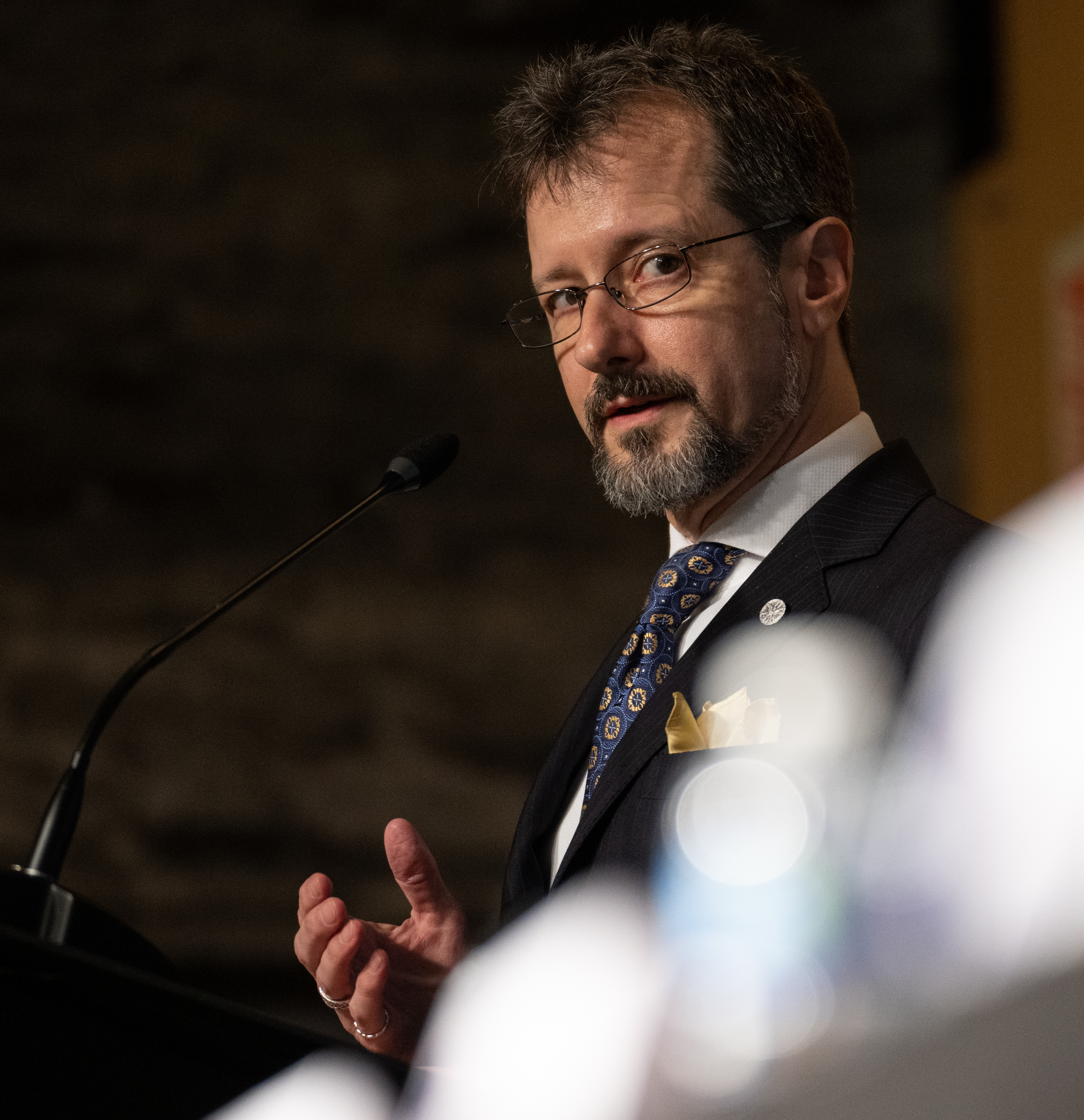
Sean Kirkpatrick é o atual diretor do AARO, encarregado de investigar e relatar ao Congresso acontecimentos relacionados a fenômenos anômalos não identificados.

Grusch afirma que o governo federal dos Estados Unidos mantém um programa altamente secreto de recuperação de OVNIs e possui várias espaçonaves de origem não-humana, bem como cadáveres de pilotos falecidos. Grusch também afirma que há "evidências substanciais de que crimes de colarinho branco" ocorreram para ocultar programas de OVNIs e que ele entrevistou autoridades que disseram que pessoas foram mortas para ocultar esses programas. Grusch afirmou que, um ano antes de vir a público, teria pedido ajuda ao diretor do AARO para levar suas descobertas até o Congresso, mas que não teria sido atendido.
Grusch elaborou suas afirmações em uma entrevista subsequente ao jornal francês Le Parisien em 7 de junho. Ele afirmou que os OVNIs poderiam estar vindo de outras dimensões, que havia falado com oficiais de inteligência a quem os militares dos EUA confidenciaram sobre a existência de naves do tamanho de "campos de futebol", que o governo dos EUA transferiu alguns OVNIs acidentados para uma empresa da indústria bélica e que haveriam "atividades malévolas" por parte dos OVNIs.

## Respostas de especialistas
Joshua Semeter, da equipe de estudo independente de FANIs da NASA e professor de engenharia elétrica e computação na Universidade de Boston, conclui que "sem dados ou evidências materiais, estamos em um impasse na avaliação dessas alegações" e que, "na longa história de alegações sobre visitantes extraterrestres, é esse nível de especificidade que sempre parece estar faltando". Adam Frank, professor de astrofísica na Universidade de Rochester, publicou uma crítica das afirmações de Grusch em 22 de junho no website Big Think. Frank escreve que "não acha essas afirmações emocionantes" porque são todas "apenas boatos" onde "um cara diz que conhece um cara que conhece outro cara que ouviu de um cara que o governo tem naves alienígenas".
O Guardian publicou um artigo de opinião de Stuart Clark sobre as afirmações de Grusch, que incluía perguntas de três cientistas. O astrônomo Avi Loeb, da Universidade de Harvard, que co-fundou o Projeto Galileo de investigação de OVNIs, observou que nada extraterrestre foi observado oficialmente até hoje. O radioastrônomo Michael Garrett afirmou que a alegação de existirem naves alienígenas recuperadas após acidentes ou pousos forçados "implica que deveria haver centenas delas chegando [na Terra] todos os dias e que [mesmo assim] os astrônomos simplesmente não conseguiriam vê-las". Sara Russell, uma cientista planetária do Museu de História Natural de Londres, disse que "se você me der uma liga, eu levaria menos de meia hora para dizer de quais elementos ela é composta" e que, sendo assim, "deveria ser fácil entender se algo caindo na Terra é feito pelo homem ou de origem extraterrestre e, se no caso do último, se é algo que ocorreu naturalmente ou não".

Greg Eghigian, um professor de história da Universidade Estadual da Pensilvânia e especialista na história do fenômeno OVNI no contexto do fascínio público, lembra que houve muitos casos, nas últimas décadas, de pessoas "que trabalharam anteriormente em algum departamento federal" se apresentando para fazer "alegações bombásticas" sobre a verdade sobre OVNIs nos Estados Unidos, com as alegações de Grusch se encaixando neste mesmo padrão. Eghigian escreve que autores da década de 1950 "criaram o modelo de um novo tipo de figura pública: o denunciante dedicado a quebrar o silêncio sobre as origens alienígenas de objetos voadores não identificados". Mesmo assim, todos os denunciantes com essas características foram incapazes de fornecer qualquer outra corroboração. Eghigian observou que o Escritório de Resolução de Anomalias de Todos os Domínios negou todas as alegações feitas por Grusch e questionou a veracidade das alegações de Grusch. De acordo com o The Guardian :
Eghigian também é cético sobre a veracidade dessas afirmações porque parece que Grusch seguiu o protocolo do Pentágono ao publicar essas informações, o que significa que o Departamento de Defesa aprovou as informações que ele repassaria à imprensa, algo que o departamento só faz se as informações não forem classificadas. Se Grusch está dizendo a verdade, certamente esta informação deveria ser classificada, diz Eghigian, e o departamento não teria permitido que ele as divulgasse.

## Respostas do governo dos Estados Unidos

### Declarações do Departamento de Defesa e da NASA
A secretária de imprensa da Casa Branca, Karine Jean-Pierre, encaminhou perguntas sobre a reclamação de Grusch ao Departamento de Defesa. Em um comunicado, disse: “Até o momento, o AARO não encontrou nenhuma informação verificável para substanciar as alegações de que quaisquer programas relativos à posse ou engenharia reversa de quaisquer materiais extraterrestres existiram no passado ou existem atualmente. O AARO está empenhado em acompanhar os dados e investigá-los independente de onde [porem] chegar."
A NASA declarou: “Uma das principais prioridades da NASA é a busca por vida em outras partes do universo, mas até agora, a NASA não encontrou nenhuma evidência confiável de vida extraterrestre e não há evidências de que os FANIs sejam extraterrestres. No entanto, a NASA está explorando o sistema solar e além para nos ajudar a responder a questões fundamentais, incluindo se estamos sozinhos no universo ”.

### Planos do Congresso e comentários dos membros
Em resposta às alegações de Grusch, o deputado Mike Turner, presidente do Comitê Permanente de Inteligência da Câmara, disse: "toda década tivemos indivíduos dizendo que os Estados Unidos têm tais pedaços de objetos voadores não identificados que são do espaço sideral" e que "não há nenhuma evidência disso e certamente seria uma grande conspiração que isso fosse mantido, especialmente neste nível".
O senador Lindsey Graham achou as afirmações irracionais, dizendo: "Se realmente tivéssemos encontrado essas coisas, não há como impedir que elas sejam divulgadas". O senador Josh Hawley disse: "Não estou necessariamente surpreso com essas últimas alegações, porque parece muito próximo do que eles meio que admitiram de má vontade para nós no briefing". Alguns senadores, embora não estivessem preocupados com as reivindicações específicas de Grusch, estavam preocupados com o fato de o Congresso não ter sido informado sobre os programas de acesso especial . A senadora Kirsten Gillibrand, que liderou uma audiência no Senado sobre OVNIs em abril de 2023, disse que pretende realizar uma audiência para avaliar se existem "programas SAP desonestos" "que ninguém está supervisionando". O senador Marco Rubio, vice-presidente do Comitê de Inteligência do Senado, disse: "há pessoas que se apresentaram para compartilhar informações com nosso comitê nos últimos dois anos" com "conhecimento de primeira mão" e que eram "potencialmente algumas das mesmas pessoas, talvez" mencionadas por Grusch.

### Audiência de supervisão e responsabilidade do Comitê da Câmara de 2023
Em 26 de julho de 2023, Grusch testemunhou perante o Comitê de Supervisão e Responsabilidade da Câmara dos Estados Unidos, sobre suas experiências e reivindicações. Os representantes da Câmara presentes incluíram Tim Burchett e Anna Paulina Luna.
Ele o fez ao lado dos pilotos de caça americanos aposentados Ryan Graves e David Fravor. Fravor deu um relato em primeira mão de seu envolvimento em um incidente de 2004 divulgado nos vídeos de OVNIs do Pentágono envolvendo seu caça a jato e um OVNI, e Grusch repetiu suas alegações anteriores aos representantes da casa.
A representante Alexandria Ocasio-Cortez perguntou às três testemunhas “se vocês fossem eu, onde procurariam?” em relação às respostas às perguntas da UAP e evidências para validar suas reivindicações. Grusch respondeu: "Eu ficaria feliz em lhe dar isso em um ambiente fechado. Posso dizer-lhe especificamente."